# Harris Miller Branham
Harris Miller Branham (* 30. März 1862 im Houston County (Georgia), USA; † 1936) war ein US-amerikanischer Arzt.

## Familie
Sein Geburtshaus stand nur wenige Meilen südlich der Route der Verwüstungszüge von General Sherman durch Georgia und Carolina während des Amerikanischen Bürgerkriegs. Branhams Vater war Kapitän in der Armee der Konföderierten, seine beiden Großväter waren ebenfalls Ärzte.

## Ausbildung und Beruf
Nach Abschluss der elementaren Schulausbildung (1883) ging Branham nach Nashville, Tennessee, zum Peabody Teachers’ College und arbeitete anschließend als Lehrer in Tennessee und Georgia. Erst mit 24 Jahren (1886) trat er in das College of Physicians and Surgeons in Baltimore ein (University of Maryland School of Medicine). Die ärztliche Ausbildung dauerte hier (wie in den meisten damaligen medizinischen Schulen der Vereinigten Staaten) nur zwei Jahre. Als Auszeichnung für seine überdurchschnittlichen Leistungen erhielt er die Möglichkeit, ein Jahr am Baltimore City Hospital zu arbeiten und widmete sich dann der eigenen ärztlichen Praxis in Brunswick (Georgia).

## Leistung
1890 beobachtete und beschrieb er eine Bradykardie, die der vorübergehenden Okklusion einer arteriovenösen Fistel folgt. Später zeichnete sich Branham vor allem wegen seiner Arbeit als Arzt und Organisator des öffentlichen Gesundheitswesens seines Bezirkes aus. Auch seine Bemühungen im Kampf gegen die Gelbfieberepidemie, die Georgia 1894 heimsuchte, verdienen Erwähnung, tatsächlich wurde er selbst auch ein Opfer dieser infektiösen Erkrankung.
Wie leicht auch in der Medizin bemerkenswerte Beobachtungen in Vergessenheit geraten können, zeigt die Rezeptionsgeschichte des Bradykardie-Phänomens bei arteriovenösem Aneurysma (Nicoladoni-Israel-Branham-Zeichen). Zunächst wurden Fallbeschreibungen der 1870er Jahre in Europa (Nicoladoni, Israel), dann die Fallbeschreibung des Amerikaners Branham ungenügend zur Kenntnis genommen. Erst 1915 (Wigdorowitsch) und 1923 entdeckte man dieses wichtige klinisch-diagnostische Zeichen wieder, erneut in den USA.
„Das höchst mysteriöse Phänomen, das mit dem Fall verbunden war, und das ich mir weder selbst erklären, noch eine befriedigende Begründung von anderen erhalten konnte, war die Verlangsamung des Herzschlags bei Kompression der Femoralarterie. (…) Bei der sorgfältigen Dissektion des Gefäßes wurde eine Adhärenz der Arterie und Vene an der Stelle gefunden, wo die Sensation am deutlichsten wahrnehmbar war (…) eine seidene Ligatur wurde oberhalb der Arterie und unterhalb des Varixknotens gelegt, festgeknotet und kurz abgeschnitten.“ (Harris Miller Branham 1890)
Branham entdeckte 1890 das bradykarde Reaktionsphänomen bei Gefäßkompression oberhalb einer arteriovenösen Verbindung ohne Kenntnis der älteren Arbeiten erneut. Sein Fall betraf einen Patienten mit Schussverletzung – traumatische arteriovenöse Fisteln spielten in den Kriegen des 20. Jahrhunderts noch eine große Rolle. Branhams Verdienst ist unzweifelhaft die erfolgreiche chirurgische Therapie (proximale und distale Gefäßligatur).

## Werke
- Aneurismal varix of the femoral artery and vein following a gunshot wound. In: Int J Surg. 3 (1890), S. 250.